# Salvador César Obino
Salvador César Obino (Bagé, 12 de fevereiro de 1886 – Porto Alegre, 1 de setembro de 1979) foi um marechal brasileiro, que foi chefe do Estado-Maior do Exército e Ministro-Chefe do Estado-Maior das Forças Armadas

## Carreira militar
Filho de Salvador Obino e de Georgina Obino, foi casado com Noêmia Maurell Obino.
Ingressou no Exército Brasileiro em abril de 1901, na Escola Tática e de Tiro de Rio Pardo, transferindo-se em 1905 para a Escola Militar do Brasil, no Rio de Janeiro, então Distrito Federal. No ano seguinte continuou o curso na Escola de Guerra de Porto Alegre, sendo declarado aspirante-a-oficial da arma de infantaria em fevereiro de 1908. Alcançou o posto de segundo-tenente em janeiro de 1909.
Servia no 5º Regimento de Infantaria quando, em março de 1910, foi designado para o 18º Grupo de Artilharia Montada, em Cruz Alta. Em maio de 1911 passou para a arma de artilharia e foi designado para o 1º Regimento de Artilharia Montada, no Rio de Janeiro. Voltou a Bagé em janeiro de 1912, ocupando em julho seguinte os cargos de comandante da 2ª Bateria do 18º Grupo de Artilharia Montada e de professor da Escola Regimental. Foi promovido a primeiro-tenente em novembro de 1914 e a capitão em julho de 1919, mês em que foi transferido para o 2º Grupo de Artilharia da 3ª Região Militar, sediada em Porto Alegre. Em março de 1921 matriculou-se na Escola de Aperfeiçoamento de Oficiais e em março do ano seguinte, no curso da Escola de Estado-Maior do Exército.
Em março de 1923, foi designado para o 2º Grupo de Artilharia a Cavalo, em Uruguaiana. Em agosto de 1925, foi transferido para o 5º Grupo de Artilharia a Cavalo, em Santana do Livramento. Em abril de 1928, foi nomeado diretor provisório do Centro de Preparação de Oficiais da Reserva da 3ª RM e em fevereiro de 1929 foi promovido a major. Em dezembro de 1930, pouco depois da vitória do movimento revolucionário que conduziu Getúlio Vargas ao poder, foi designado para o estado-maior da 3ª RM. Promovido a tenente-coronel em abril de 1931 e a coronel em abril de 1934, em agosto desse último ano assumiu a chefia da subseção do estado-maior da mesma Região Militar. Tornou-se comandante da Escola de Armas em novembro de 1936 e em fevereiro do ano seguinte foi designado membro da Comissão de Revisão do Regulamento da Escola de Estado-Maior.
Nomeado presidente da Comissão sobre Aperfeiçoamento de Oficiais no Estrangeiro em março de 1938, assumiu a chefia da 3ª Seção do Estado-Maior do Exército em fevereiro de 1939. Em maio de 1940, foi promovido a general-de-brigada e, em junho, nomeado comandante da Infantaria Divisionária da 4ª RM, em Belo Horizonte. Comandou a Artilharia Divisionária da 1.ª Divisão de Exército entre 21 de julho de 1941 e 24 de março de 1943. Também comandou a 1ª Região Militar e 1ª Divisão de Infantaria entre 19 de janeiro e 24 de março de 1943.
Nomeado diretor de Ensino do Exército em novembro de 1943, exerceu o comando da 3ª Região Militar de 1943 a 1945, sendo promovido a general-de-divisão em agosto deste último ano.
Em 22 de fevereiro de 1946, logo em seguida à posse do general Eurico Gaspar Dutra na presidência da República, assumiu a chefia do EME, em substituição ao general Cristóvão de Castro Barcelos. Ocupou esse cargo até 18 de outubro desse mesmo ano, quando foi substituído pelo general Milton de Freitas Almeida. Promovido a general-de-exército, foi designado chefe do Estado-Maior das Forças Armadas, permanecendo nessa função de 8 de novembro de 1946 a 29 de janeiro de 1951. Em outubro de 1947 foi nomeado para integrar a comissão do anteprojeto da lei reguladora das concessões de refinarias de petróleo. Participou ainda da delegação brasileira à IX Conferência Interamericana, realizada em Bogotá, na Colômbia, em março de 1948, ano em que se tornou membro do Conselho de Segurança Nacional (CSN).
De 1948 a 1950 foi presidente do Clube Militar — entidade que teve participação ativa na chamada Campanha do Petróleo, iniciada em 1947. A preocupação dos militares em relação à exploração do petróleo tornara-se evidente já na década de 1930, tendo eles participado diretamente da criação, em 1938, durante o Estado Novo (1937-1945), do Conselho Nacional do Petróleo (CNP). A partir de 1947, num cenário político mais aberto, outros canais fora dos centros de poder passaram a ser utilizados para tratar da orientação a ser conferida à política do petróleo, numa tentativa de se levar o debate a setores mais amplos da população. O Clube Militar desempenhou importante papel nesse sentido, promovendo uma série de conferências sobre a extração das riquezas minerais do país, especialmente do petróleo, e ajudando a desencadear um movimento de opinião pública em defesa de uma orientação nacionalista da política do petróleo.
Na época, formaram-se duas correntes em torno da questão: uma, liderada pelo general Juarez Távora, alinhado politicamente ao governo Dutra, que defendia a participação do capital privado, nacional ou estrangeiro, na exploração do petróleo; outra, orientada pelo general Júlio Caetano Horta Barbosa, que defendia a exploração em regime de monopólio estatal e que contava com total apoio da diretoria do Clube Militar. Pregava ainda a defesa da legislação vigente sobre o petróleo, elaborada em 1938, e então ameaçada de revogação por um novo projeto sobre o tema que estava sendo redigido por uma comissão especial do governo, integrada por César Obino, além dos ministros das Relações Exteriores, Raul Fernandes, da Viação, Clóvis Pestana, e do Trabalho, Morvan Dias de Figueiredo. O texto final do anteprojeto — aproveitando as brechas abertas pela Constituição de 1947, bem menos rigorosa do que a de 1937 no tocante à interdição do capital estrangeiro no aproveitamento das riquezas minerais do país lançou as bases para o ingresso do capital privado, nacional e estrangeiro, na produção do petróleo, provocando reações contrárias no Congresso e na opinião pública. Voto vencido na comissão, César Obino continuou promovendo conferências e debates sobre o tema no Clube Militar nos anos de 1948 e 1949, em defesa de uma orientação nacionalista.
Em março de 1950, o clube tachou de lesivo aos interesses nacionais o anteprojeto sobre os investimentos estrangeiros no Brasil, elaborado pelo Conselho Federal de Comércio Exterior e encaminhado ao presidente Dutra. No mês seguinte, voltou a condenar o desenvolvimento nacional baseado em investimentos estrangeiros e a política de exportação de minérios, considerada desordenada, divulgando o parecer da comissão do Instituto Brasileiro de Geopolítica, que fora contrário à criação do Instituto Internacional da Hiléia Amazônica.
A questão do petróleo teve grande importância na eleição da nova diretoria do Clube Militar, realizada em 17 de maio de 1950. A chapa nacionalista, liderada pelos generais Newton Estillac Leal e Horta Barbosa, derrotou a chapa formada pelos generais Osvaldo Cordeiro de Farias e Emílio Ribas Júnior, contrários ao monopólio estatal do petróleo. César Obino e seu vice-presidente, general Estevão Leitão de Carvalho, deram posse à nova diretoria no dia 26 de julho, em cerimônia à qual compareceram, entre outros, o ministro da Guerra, general Canrobert Pereira da Costa, e o chefe do EME, general Álvaro Fiúza de Castro. O movimento nacionalista do petróleo culminaria com a aprovação da tese do monopólio estatal, através da criação da Petrobras, em outubro de 1953, já no segundo governo do presidente Getúlio Vargas.
Em janeiro de 1951, César Obino foi nomeado chefe da Comissão Mista Brasil-Estados Unidos e deixou a chefia do Estado-Maior Geral, que transmitiu ao general-de-exército Pedro Aurélio de Góis Monteiro. Em 20 de novembro do mesmo ano, tornou-se comandante da Zona Militar Sul, sediada em Porto Alegre, substituindo o general Newton Estillac Leal. Permaneceu no cargo até 10 de junho de 1952, quando empossou seu substituto, o general Odylio Denys.
Foi reformado como marechal e permaneceu morando em Porto Alegre, onde morreu no dia 1 de setembro de 1979.